# Tokyo Rendez-Vous
『Tokyo Rendez-Vous』（トーキョー・ランデブー）は、日本のミクスチャー・ロックバンド、King Gnuの1作目のフル・アルバム。2017年10月25日にPERIMETRONから発売された。
なお、メジャーデビューのタイミングで、2019年1月16日にはAriola Japanから再発売されている。

## 概要
- 本作は、2013年に始動した常田大希を中心とするバンド"Srv.Vinci"が、現在のメンバー編成となり、King Gnuへと改名して以来初めてのリリースとなる。収録曲の内、半数はSrv.Vinci時代に発表した『トーキョー・カオティック』から選曲され、新たに演奏されたバージョンが収録されている。
- 元々は同年7月26日にリリース予定だった[4]。
- CDは通常盤の1形態で発売。
- CDジャケットは紙ジャケットとプラスチックジャケットの2種類がある。
- 収録曲「Vinyl」は、人材派遣会社パーソルテンプスタッフの広告「HAKEN ROCK!!」のCMソングに起用された[5]。
- 収録曲「NIGHT POOL」は、通常「NIGHT POOL」と表記されるが、CDのファイル名は「MIDNIGHT POOL」と表記されている。
- 収録曲「ロウラヴ」は通常「ロウラヴ」と表記されるが、3rdアルバム・CEREMONYの初回生産限定盤のDVD、ライブフェス、TV番組等では「ロウラブ」と表記されたこともある。また、カラオケJOYSOUNDでは「Low Love」と表記されている。このアルバムでは、「Low Love」がCDと歌詞カードに、「ロウラヴ」がファイル名となっている。
- 収録曲「Vinyl」、「ロウラヴ」はKing Gnuの前身バンドSrv.Vinciの「トーキョーカオティック」収録、「Vinyl」、「ロウラヴ」のアレンジである。
- 収録曲のうち、「破裂」、「NIGHT POOL」を除く曲は全てミュージッククリップが作成されており、「PERIMETRON」もしくはKing Gnuの公式YouTubeチャンネルにて公開されている。

## 収録曲
| 全作詞・作曲: Daiki Tsuneta。 |                            |               |               |      |
| #                             | タイトル                   | 作詞          | 作曲・編曲    | 時間 |
| 1.                            | 「Tokyo Rendez-Vous」      | Daiki Tsuneta | Daiki Tsuneta | 4:02 |
| 2.                            | 「McDonald Romance」       | Daiki Tsuneta | Daiki Tsuneta | 2:42 |
| 3.                            | 「あなたは蜃気楼」         | Daiki Tsuneta | Daiki Tsuneta | 3:16 |
| 4.                            | 「Vinyl」                  | Daiki Tsuneta | Daiki Tsuneta | 4:54 |
| 5.                            | 「破裂」                   | Daiki Tsuneta | Daiki Tsuneta | 5:19 |
| 6.                            | 「ロウラヴ」               | Daiki Tsuneta | Daiki Tsuneta | 3:33 |
| 7.                            | 「NIGHT POOL」             | Daiki Tsuneta | Daiki Tsuneta | 2:10 |
| 8.                            | 「サマーレイン・ダイバー」 | Daiki Tsuneta | Daiki Tsuneta | 4:17 |
| 合計時間:                     | 合計時間:                  | 30:13         |               |      |

## 演奏
- 常田大希：Vocal, Guitar
- 井口理：Vocal, Keyboards
- 新井和輝：Bass
- 勢喜遊：Drums